# هندوتفا

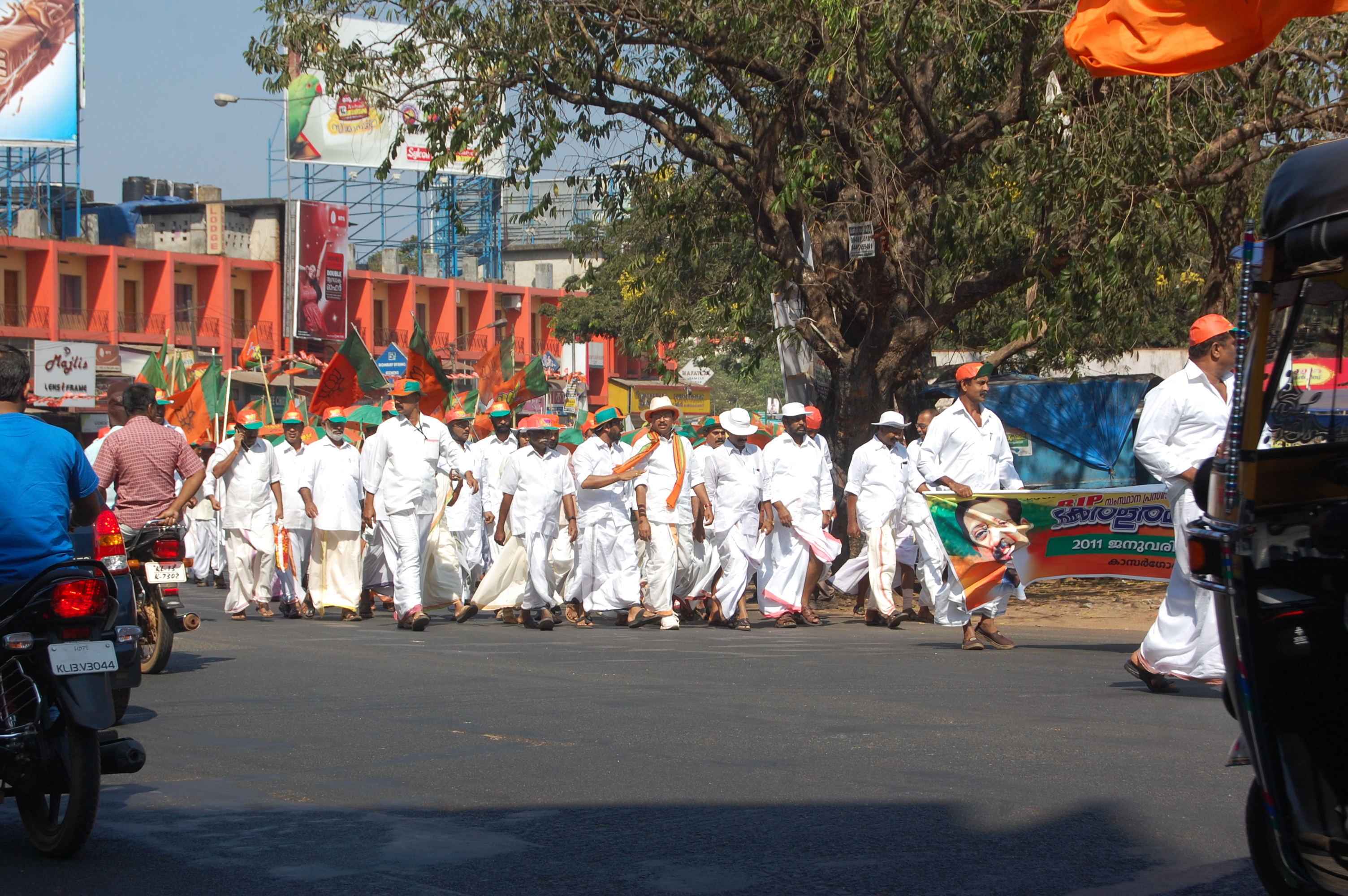

هندوتفا أو ("Hinduness") هو الشكل السائد للقومية الهندوسية في الهند. حظي المصطلح بشعبية من قبل مؤسسه فيناياك دامودار سافاركار في عام 1923. وتدافع عنها عدة منظمات تطوعية قومية هندوسية مثل راشتريا سوايامسيفاك سانغ (آر إس إس)، وفيشفا هندو باريشاد (VHP) وهندو سينا. تم وصف حركة هندوتفا على أنها حركة «فاشية بالمعنى الكلاسيكي»، حيث تلتزم بالمفهوم المتنازع عليه المتمثل في الأغلبية المتجانسة والهيمنة الثقافية. يعارض البعض التسمية الفاشية، ويشير إلى أن هندوتفا كانت شكلاً من أشكال «المحافظة» أو «الحكم المطلق العرقي».
تم دمج هندوتفا في السياسة الهندية مع انتخاب ناريندرا مودي رئيسًا للوزراء في عام 2014.